# 일질콘체른

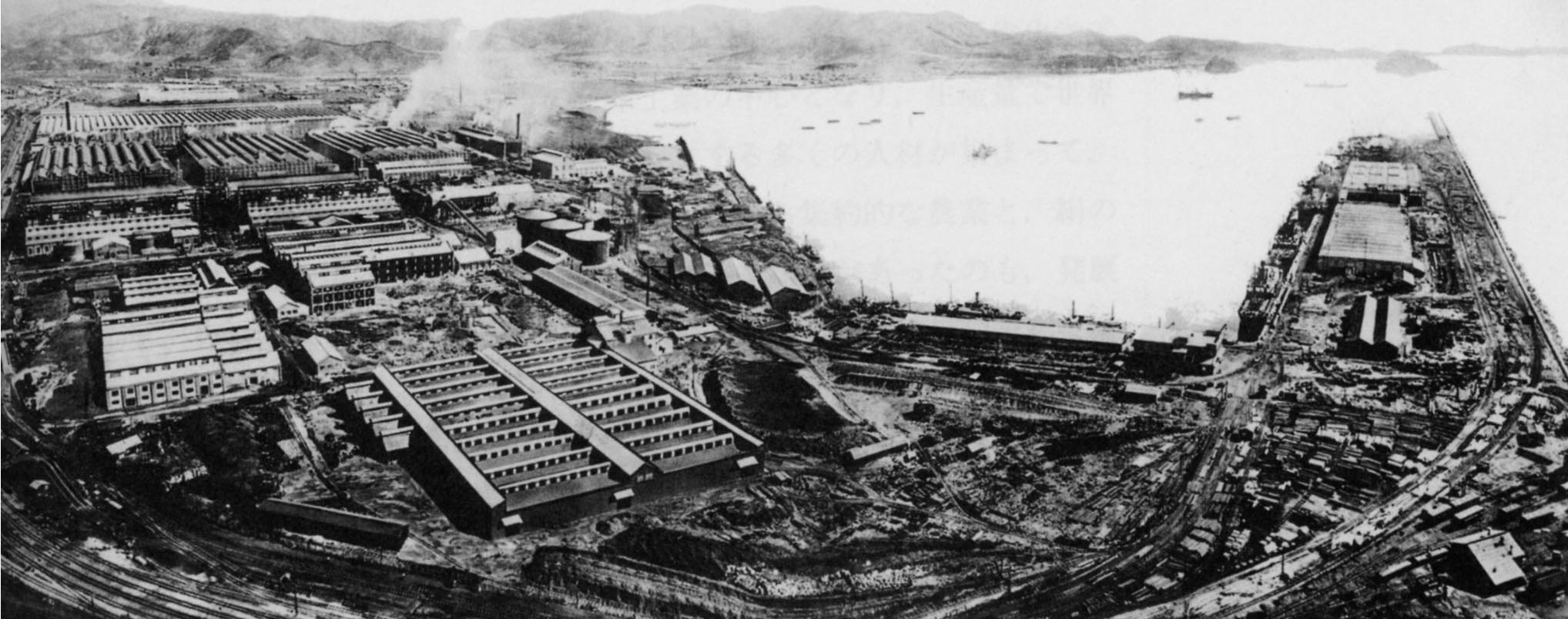
일본질소비료 흥남공장.

일질콘체른(일본어: 日窒コンツェルン 닛치츠콘시에룬[*])은 노구치 시타가우가 설립한 일본질소비료(약칭 일질, 현재의 질소・JNC의 전신)를 중심으로 한 재벌이다. 구일본 15대 재벌 중 하나였다.

## 역사
1906년 노구치 슌이 소기 전기 주식회사 창립. 1908년 일본 카바이드 상회와 합병해, 일본질소비료 주식회사를 설립. 석회질소 및 황산암모늄 제조에 성공하여 확대되었다. 그 후, 인견 공업, 합성 암모니아의 제조에도 성공했다. 조선에도 진출하여 거대화되었으며, 중공업 중심의 재벌을 형성했고 설립자의 성을 따서 '노구치 재벌'이라고도 불렸다.
제2차 세계대전의 패배로 총자산의 90% 가까이를 잃었고, 전후 재벌 해체로 닛코 콘체른은 해체되었다.

### 창립
대학을 졸업한 노구치는, 후쿠시마현 고리야마 견사 방적 회사의 기사장으로서 수력 발전 사업에 임했습니다. 다음으로 지멘스 도쿄 사무소로 옮겨와 마찬가지로 수력 전기 사업의 컨설턴트, 엔지니어링, 전력 이용 설비의 마케팅을 경험했다.
1906년(메이지 39년)에 독립해 소기 전기를 일으키면, 가고시마현 카와우치강에 출력 880 kW의 수력 발전소를 건설했다. 또 구마모토현 미나마타시까지 송전해, 45명의 소공장이면서 후지야마 죠이치와 일본 카바이드 상회를 설립했다. 노구치는 이것을 석회 질소 비료의 일관 생산으로 할 수 있도록, 또, 카와우치강의 유량에서는 6,000 kW의 발전이 가능하게 된다고 해, 지멘스사의 전 도쿄 지사장, 케일러의 진력을 받아 노구치와 후지야마는 1908년에 2월에 도입했다.
이탈리아에서는 석회 질소 제조 특허의 보유 회사 시아나미드사(지멘스의 자회사)로부터 일본 국내에서의 제조권을 양도받았다. 또, 차나미데이 종합상회로부터는 4월 27일, 80만엔으로 프랭크·카로식 석회 질소법(영어판)에 의한 석회 질소 비료의 제조 판매 특허 실시권을 구입 계약했다. 이 제조법은 철제 밀폐용기 속 카바이드 분말을 통전한 탄소전극으로 가열하여 질소가스로 접촉시켜 반응 종료 시까지 약 1일 정도 용기 내에 고정하는 간헐식 석회질소 제조법으로 독일에서는 1901년에 제조 개시되었으나 생산효율이 떨어지는 제조법으로 하버법은 아직 실용화되지 않았다. 두 사람은 베를린에서 발명자 니코뎀 칼로(영어판) 박사로부터 여러 가지를 전수받았다.
특허권을 손에 넣은 노구치는, 소기 전기와 일본 카바이드 상회를 합병, 일본질소비료 주식회사를 설립했다. 출자의 관계로부터 오사카 상선 사장 나카하시 토쿠고로가 회장이 되어, 노구치는 전무 이사, 후지야마 죠이치는 상무 이사가 되었다. 1909년 5월, 미나마타에 프랑크카로식 석회질소 공장을 건설했다. 닛질 콘체른은 이 일본질소비료를 중심으로 발전을 이루게 됩니다.

### 일본 질소비료의 발전
당초의 석회질소 사업은 반드시 순탄치만은 않았고 후지야마가 세계 최초로 연속적 생산방법을 개발했지만 제품의 질소 함유량이 적은 등 기술적 과제가 있었다. 공장에서 제조를 지도하고 있던 것은 후지야마였지만, 창업한 지 얼마 되지 않은 기업으로서 제품화를 서두르고 있던 일도 있어, 노구치는 후지야마를 밀어내고 악전고투 끝에 최초의 제품을 만들어 냈다. 그러나 이 일로 후지야마는 일본 질소 비료를 떠나 미츠이의 자본으로 전기화학 공업을 설립해 강력한 경쟁 상대가 되었다.
1914년 제1차 세계대전의 영향으로 이전까지 일본 시장의 과반을 차지하고 있던 영국으로부터의 황산암모늄 수입이 두절되면서 황산암모늄 시장 가격은 3배 가까이로 급등했고, 고가는 1918년까지 계속되었다. 일본 질소비료는 국내 원료와 자가발전을 이용하고 있었기 때문에 생산비 상승이 없었고, 대전 중에 큰 이익을 올렸다.
얻은 자금을 원자로 사업 확대를 생각하고 있던 노구치는, 전쟁이 종결된 유럽에 1921년 가서, 독일의 그란츠슈토프사의 비스코스 인조 견사 기술, 이탈리아의 루이지 카자레(이탈리아어판) 발명의 카자레식 암모니아 합성법의 기술 도입을 결정했습니다. 이 두 가지 기술을 실현하기 위해서, 벤베르그 견사 제조의 아사히 견직물, 암모니아 합성의 노베오카 공장이 건설되었다.(모두 현재의 아사히 카세이의 전신)
인견사를 처리할 때 얻는 니트로셀룰로오스는 면화약의 원료로서 평화산업에서 전시산업으로 전환 가능한 제품임. 또 카자레식 암모니아 합성법의 도입에 의해, 모리 矗창의 쇼와 비료(후의 쇼와덴코, 현·레조낙·홀딩스)와 격렬하게 경쟁하면서 닛질은 국내 총생산고의 대부분을 차지하기에 이르렀다.

### 한반도 진출
노구치는 미나마타 공장, 노베오카 공장을 확장하면서 조선에서도 대규모 황안 제조업을 건설했다. 1925년 6월 조선총독부로부터 개마고원 압록강 지류의 부전강의 수리권을 얻어 20만 kW의 부전강 발전소를 건설하였다. 이로써 1926년 1월에 조선수전주식회사, 이듬해인 1927년 5월에는 조선질소비료주식회사가 설립되었다. 1933년 5월에는 장진강, 1937년 1월에는 허천강의 전원 개발에 착수, 합계 12개소의 발전소에서 87만 kW의 전원을 확보했다.
이들 개마고원에 건설한 댐에 의한 대전력을 이용하여 동해쪽에 해당하는 함경남도 함흥군에는 흥남, 영안, 본궁의 3개 공장이 건설되었다. 이들 공장에서는 주로 합성암모니아를 원료로 한 황산암모늄, 황인안 등의 비료가 제조되었는데, 그 밖에도 유지, 석탄저온건류, 알칼리, 카바이드, 화약, 금속정련 등 다각적인 화학공업이 전개되었다.
흥남구역에는 조선질소비료 등 10개가 넘는 자회사, 관련 회사가 설립되어 면적은 1,980만 m2, 종업원은 4만 5천 명, 가족을 포함한 총인구는 18만 명에 달했다. 설비 능력에서는 수전해 설비는 세계 제 1위, 황산암모늄 연산 능력 50만 t으로 세계 제 3위로, 세계 굴지의 화학 콤비나트로 성장했다. 이러한 사업의 중심은 미나마타의 본사 공장과 함께 조선의 흥남지구에 놓였다.

### 종전까지의 사업확대
사업 확대를 위해 풍부한 수원을 보유한 압록강 본류의 전원개발에 착수하여 만주국 정부, 조선총독부와의 공통사업으로 7개 댐에 의한 165만 kW의 발전계획을 수립하였다. 1937년 8월에는 수풍발전소 건설에 착수했는데, 보제 900m, 높이 106m, 저수호의 넓이 345km2로 가스미가우라의 2배, 인공호수로서는 당시 세계 제2위의 규모였다. 수풍 발전소의 70만 kW 설비는 1944년에는 거의 완성되어 있었지만, 제2기 70만 kW의 설비는 공사 중반에 패전을 맞이했다.
압록강의 전원개발과 병행하여 조선의 회암공장에서 석탄 직접액화에 의한 가솔린·에탄올, 흥남지구의 용흥공장에서 항공기 연료인 이소옥탄, 수풍댐 하류의 청수공장에서 카바이드, 아세틸렌블랙, 남산공장에서 합성고무, 지린성에서는 인조석유 제조에도 노력이 계속되었다. 이 외에도 중국의 화북, 대만, 하이난섬, 수마트라, 자바, 말레이반도, 싱가포르 등에서도 제조, 전원개발, 광석채굴 등의 사업을 시도했으나 모두 1945년 8월 15일 일제의 패전으로 사업 중반에 끝났다. 주요 거점인 조선의 자산 등 전 재산의 80%를 상실하고, GHQ의 재벌 해체령을 기다리지 않고 일질콘체른은 실질적으로 와해되었다.

## 일질 콘체른의 경영특징
노구치(野口)가 닛코(日窒) 콘체른(コンツェルンを成長手法)을 성장시킨 수법에는 몇 가지 특징이 있었다.
첫 번째는 당시의 선진 기술을 활용한 것입니다. 당시 최신 화학 공업 기술을 특허와 함께 유럽에서 도입했다. 당시의 노구치는 희소한 지식을 가진 기술자였다(당시 도쿄 제국대학 전기공학과의 졸업생은 1~4명, 노구치의 연차에 처음으로 10명을 넘는 재적자가 되었습니다). 또 사업 확립을 위해 프랭크·카로의 특허를 입수할 때에는, 미츠이, 후루카와등의 기존 대재벌과의 경쟁이 되었지만, 지멘스에 근무한 인맥을 최대한으로 활용할 수 있었던 것도 컸다. 지멘스와의 우호 관계는 그 후에도 변하지 않고, 독일로부터의 기술 도입과 지멘스의 일본에서의 발전 사업·전력 응용 설비 시장 확대의 상호 의존 관계를 계속했다.
두 번째는, 전기화학의 공업화 사업 모델을 확립한 것입니다. 전기화학에서는 댐 건설에 의한 수력발전으로 전력을 확보하고 대량으로 공급되는 전력을 이용하여 전기화학 공장에서 비료, 화약을 제조함. 전력이 저렴할수록 경쟁력을 얻을 수 있어 대규모화의 이점을 누릴 수 있는 구조를 가지고 있으며, 한반도 북부의 풍부한 수자원, 특히 압록강에 주목하여 조선에 진출함으로써 장치산업으로서의 효율을 높일 수 있었습니다.
셋째는 정상으로서의 측면. 질소비료는 근대화가 늦어진 일본의 농촌에서는 그다지 수요가 증가하지 않고, 러일전쟁의 경기불황으로 경영위기에 직면했지만, 제1차 세계대전의 발발로 화약의 원료가 되는 황안, 칠레초석의 수요 급증으로 큰 이익을 얻을 수 있었습니다. 또한 당시 조선총독 우가키 가즈나리와 군 관계자들은 한반도 군사공업 기지화를 목표로 하고 있었고, 닛코에는 호의적이어서 다양한 대출을 인출할 수 있었다. 또한 수풍댐 건설 등 거대 프로젝트에서는 만주국 정부, 조선총독부와의 국책적인 공동 사업으로서 사업 자금에 대해서도 편의가 도모되기도 했다.

## 관련 회사
- 칫소
- 아사히 카세이